# Otto Dreyer (Architekt)

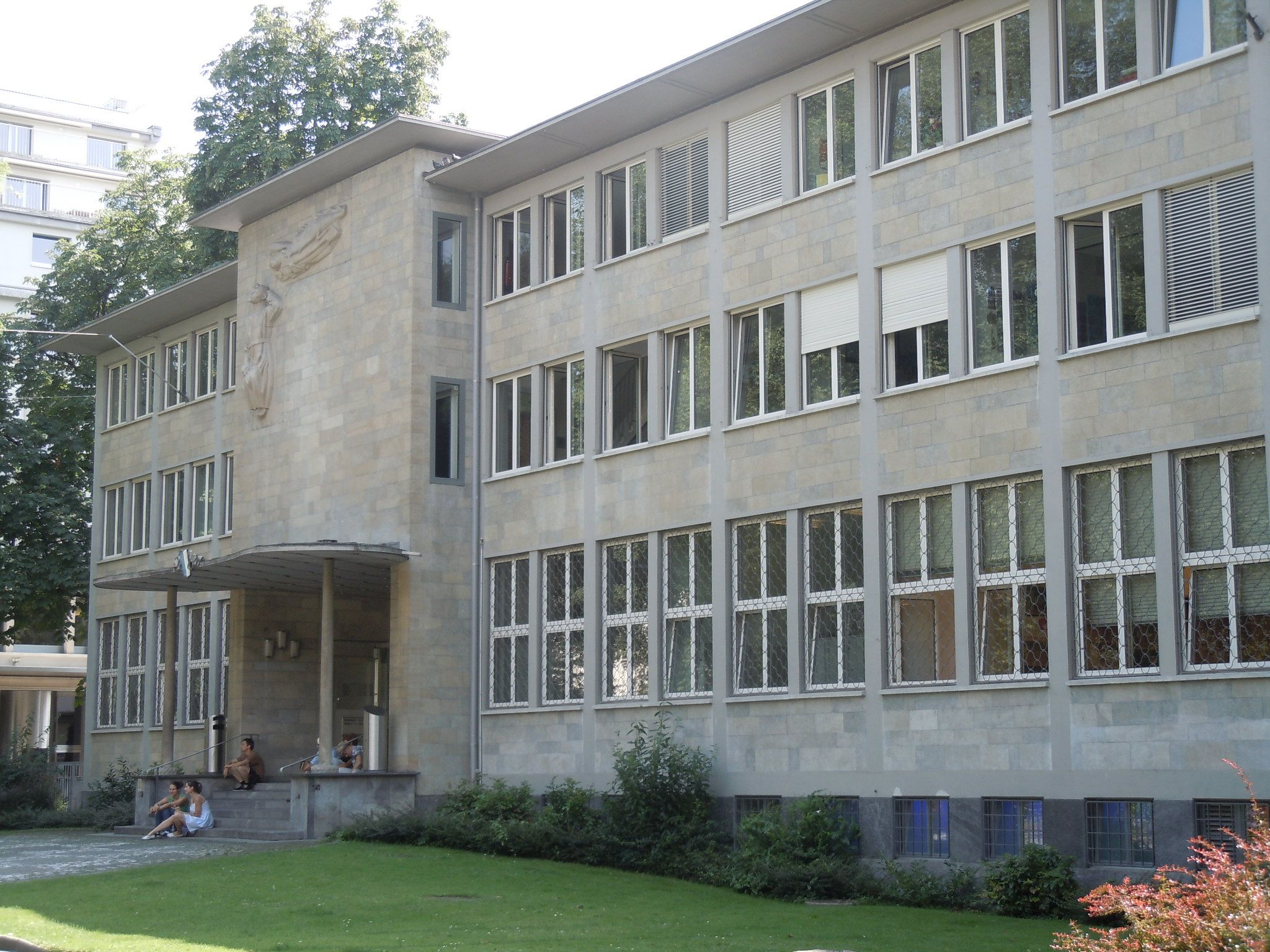
Eingangsfassade der Zentralbibliothek Luzern, 1951

Otto Dreyer (* 25. April 1897 in Luzern; † 18. November 1972 in Luzern) war ein Schweizer Architekt.

## Ausbildung
Dreyer studierte ab 1914 an der ETH Zürich, wo er 1919 sein Diplom erlangte. Parallel dazu leistete er von 1914 bis 1918 seinen Aktivdienst ab, den er als Artillerieoffizier beendete. Die folgenden zwei Jahre erweiterte er seine Kenntnisse in Berlin bei Bruno Möhring, er ging dann für ein Jahr nach Paris zu Jean Pelée de Saint-Maurice und machte Studienreisen nach Italien.

## Berufliche Karriere und Werk
Zurück in Luzern, war er von 1924 bis 1927 Mitarbeiter bei Armin Meili, bevor er in seiner Heimatstadt sein eigenes Büro gründete. 1958 nahm er Hans Käppeli als Partner herein, der das Büro nach seinem Tod auch weiterführte.
Dreyer widmete sich stark dem Kirchenbau, als Gründungsmitglied der Schweizerischen St. Lukas Gesellschaft für Kunst und Kirche nahm er aktiv an Wettbewerben teil und baute insgesamt neun Kirchen und Kapellen. So war sein erstes publiziertes Werk 1924 ein in Basel gezeigter Entwurf für eine Kirche in Beton, bei dem schweizweiten, vielbeachteten Wettbewerb für die Pfarrkirche St. Karl errang er den dritten Platz. Gebaut hat er dann die katholische Kirche St. Theodul in Littau (1938) und, bereits eines seiner Hauptwerke, St. Josef im Luzerner Maihofquartier (1940). Noch während des Zweiten Weltkriegs folgte auch die katholische Kirche Guthirt in Aarburg (1941–1942) und in den 1950er Jahren die Bruderklauskirche in Kriens (1952–1953).
Sein Hauptwerk ist die Zentralbibliothek Luzern, ursprünglich für einen Bauplatz neben der Jesuitenkirche entworfen, wurde der jetzige Standort im Hirschmattquartier erst nach einer Petition zur Freihaltung der nun plötzlich sichtbaren Seitenfassade gefunden. Hinter dem «trutzigen Block des Büchermagazins, der sinnvollerweise parallel zur Hirschmattstrasse gelegt wurde», ergibt sich eine subtile Komposition aus Katalog- und Lesesaal rund um den intimen Garten. Allgemein wird an diesem Bau Mass und Harmonie gelobt – der Musikliebhaber und -förderer orientierte sich explizit an den Schriften Hans Kaysers – und die «gepflegte Detaillierung»; sie «offenbart die kulturbewusste Feinsinnigkeit des Architekten, der auch Instrumentenbauer war.»
Die städtische Sammlung alter Musikinstrumente in Tribschen unterstützte und bewahrte Dreyer mit Tatkraft, er war im Organisationskomitee der Internationalen musikalischen Festwochen bis 1965 und im Arbeitsausschuss des Luzerner Konservatoriums.

## Werke (Auswahl)
- Haus Stocker-Dreyer, Luzern, 1928
- Haus Martha Flüeler-Häfeli, Luzern, 1928
- Haus Labhart, Luzern, 1929
- Paulusheim, Luzern, 1933
- St. Theodul, katholische Kirche, Littau (heute Luzern), 1938–1939
- Haus Otto Dreyer, St. Niklausen (heute Horw), 1939
- Landi-Hotel Schweizerische Landesausstellung, Zürich, 1939 (abgebrochen)
- St. Josef, katholische Kirche, Luzern, 1940
- Guthirt, katholische Kirche, Aarburg 1941–1942
- Zentralbibliothek, Luzern, 1951
- Bruderklaus-Kirche, Kriens, 1952–1953
- Hauptgebäude, Verkehrshaus der Schweiz, 1. Bauetappe, 1959 (mit Hans Käppeli)

## Belege
1. ↑  Linus Birchler: Kirchenkunst in der katholischen Schweiz. In: Das Werk, B. 15 (1928) Heft 12 S. 388–390, doi:10.5169/seals-15231
2. ↑  Vgl. Linus Birchler: Betonkirchen. In: Das Werk, B. 13 (1926) Heft 1 S. 20–26, doi:10.5169/seals-81724
3. ↑  Ergebnis in Werk Bb. 17 (1931) S. XXIII
4. 1 2  Christa Zeller: Schweizer Architekturführer ; Band 1: Nordost- und Zentralschweiz. Zürich: Werk Verlag 1996. S. 263. ISBN 3-909145-11-6
5. ↑  Fabrizio Brentini: Otto Dreyer. In: Isabelle Rucki und Dorothee Huber (Hg): Architektenlexikon der Schweiz – 19./20. Jahrhundert S. 149

| Personendaten    | Personendaten       |
| ---------------- | ------------------- |
| NAME             | Dreyer, Otto        |
| KURZBESCHREIBUNG | Schweizer Architekt |
| GEBURTSDATUM     | 25. April 1897      |
| GEBURTSORT       | Luzern              |
| STERBEDATUM      | 18. November 1972   |
| STERBEORT        | Luzern              |